# Predjed (EP)
Predjed je EP kamniške hip hop zasedbe Matter, izdan marca 2016 izključno na YouTubu. Sestavljen je iz štirih pesmi, od katerih sta "Gepek tok velk" in "Lilija" izšli 2. marca, "Toro" 4. marca, "Polna pluča" pa 6. marca.

## Ozadje
O njem je skupina pod vsak video pripisala:
»Predjed je lahkotna, organska jed preprostih okusov. V tem primeru gre za sklop pesmi, ki služijo začasnemu zmanjšanju apetita v pričakovanju prvenca Amphibios. Hkrati pa predstavljajo diametralno nasprotje le temu. Dober tek! Kuča časti!«

## Seznam pesmi
| Št. | Naslov           | Dolžina |
| --- | ---------------- | ------- |
| 1.  | „Gepek tok velk‟ | 5:37    |
| 2.  | „Lilija‟         | 5:11    |
| 3.  | „Toro‟           | 3:37    |
| 4.  | „Polna pluča‟    | 3:05    |

## Zasedba
Matter
- Dario Nožić Serini - Dacho
- Luka Lah - Levanael
- Matej Tunja - Tunja